# Kruisingsdriehoek
Gegeven twee driehoeken {\displaystyle \triangle A_{1}B_{1}C_{1}} en {\displaystyle \triangle A_{2}B_{2}C_{2}}. De kruisingsdriehoek van deze driehoeken is de driehoek met hoekpunten:
- {\displaystyle A_{3}} het snijpunt van lijnen {\displaystyle B_{1}C_{2}} en {\displaystyle B_{2}C_{1}}
- {\displaystyle B_{3}} het snijpunt van lijnen {\displaystyle A_{1}C_{2}} en {\displaystyle A_{2}C_{1}}
- {\displaystyle C_{3}} het snijpunt van lijnen {\displaystyle A_{1}B_{2}} en {\displaystyle A_{2}B_{1}}

Met deze nieuwe driehoek is iedere driehoek de kruisingsdriehoek van de andere twee. De drie driehoeken hebben hier index 1, 2 en 3. {\displaystyle \triangle A_{1}B_{1}C_{1}} wordt in de meeste gevallen als referentiedriehoek gezien en  {\displaystyle \triangle A_{3}B_{3}C_{3}} heet de kruisingsdriehoek van {\displaystyle \triangle A_{2}B_{2}C_{2}}.

## Configuratie
Als {\displaystyle \triangle A_{1}B_{1}C_{1}} en {\displaystyle \triangle A_{2}B_{2}C_{2}} perspectief zijn, zijn {\displaystyle \triangle A_{1}B_{1}C_{1}} en {\displaystyle \triangle A_{3}B_{3}C_{3}} dat ook, evenals {\displaystyle \triangle A_{2}B_{2}C_{2}} en {\displaystyle \triangle A_{3}B_{3}C_{3}}.
Voor de drie perspectiviteitscentra {\displaystyle D_{1}} van {\displaystyle \triangle A_{2}B_{2}C_{2}} en {\displaystyle \triangle A_{3}B_{3}C_{3}}, {\displaystyle D_{2}} van {\displaystyle \triangle A_{1}B_{1}C_{1}} en {\displaystyle \triangle A_{3}B_{3}C_{3}} en {\displaystyle D_{3}} van {\displaystyle \triangle A_{1}B_{1}C_{1}} en {\displaystyle \triangle A_{2}B_{2}C_{2}} geldt, dat ze op één lijn liggen. Deze lijn heet de perspectiviteitsas van de drie driehoeken.
Hierdoor vormen de viertallen punten {\displaystyle A_{i}B_{i}C_{i}D_{i}} voor {\displaystyle i=1,2} en {\displaystyle 3} de projectie op het platte vlak van een desmische configuratie. Om die reden worden, als {\displaystyle \triangle A_{1}B_{1}C_{1}} als referentiedriehoek wordt gezien, {\displaystyle \triangle A_{2}B_{2}C_{2}} en {\displaystyle \triangle A_{3}B_{3}C_{3}} desmisch gekoppeld genoemd.

### Gekanteld
We kunnen de kruisingsdriehoeken kantelen: ook elk van de driehoeken {\displaystyle \triangle A_{1}A_{2}A_{3}}, {\displaystyle \triangle B_{1}B_{2}B_{3}} en {\displaystyle \triangle C_{1}C_{2}C_{3}} is kruisingsdriehoek van de andere twee. Bovendien als de driehoeken {\displaystyle \triangle A_{1}B_{1}C_{1}} en {\displaystyle \triangle A_{2}B_{2}C_{2}} perspectief zijn, dan is elk paar van deze drie dat ook. Met de punten
- {\displaystyle A_{4}=A_{1}A_{2}\cap A_{2}A_{3}\cap A_{1}A_{3}}
- {\displaystyle B_{4}=B_{1}B_{2}\cap B_{2}B_{3}\cap B_{1}B_{3}}
- {\displaystyle C_{4}=C_{1}C_{2}\cap C_{2}C_{3}\cap C_{1}C_{3}}

op de perspectiviteitsas, krijgen we weer een desmische configuratie.

## Bijzondere gevallen
- Als de hoekpunten van {\displaystyle \triangle A_{1}B_{1}C_{1}} en {\displaystyle \triangle A_{2}B_{2}C_{2}} op een kegelsnede liggen, dan is volgens de stelling van Pascal hun kruisingsdriehoek ontaard.
- Is {\displaystyle \triangle A_{1}B_{1}C_{1}} ingeschreven in {\displaystyle \triangle A_{2}B_{2}C_{2}}, dan is hun kruisingsdriehoek {\displaystyle \triangle A_{2}B_{2}C_{2}} zelf.